# Crooked Arrows
Crooked Arrows è un film del 2012 diretto da Steve Rash.

## Trama
Il film tratta di una partita di lacrosse, dove una squadra di indiani d'America cerca di vincere la stagione.
Il nativo americano Joe Logan aka "Logan the Legend" è impaziente di modernizzare il suo casinò espandendosi sulla terra dei suoi antenati, ma prima deve mettersi alla prova con suo padre: il tradizionalista capo tribale Ben Logan. Il capo acconsentirà alla richiesta di Joe solo a condizione che soddisfi la sua sfida e cioè allenare la squadra di lacrosse al liceo in difficoltà, che compete contro i giocatori meglio equipaggiati e meglio allenati del campionato Prep School. Joe accetta con riluttanza e si rende presto conto che la sfida richiederà una leadership che aveva perduto anni fa come giocatore di lacrosse. Perso su come raggiungere i suoi giocatori, Joe scopre che la risposta risiede nel tradizionale patrimonio culturale di questo sport. Ottenendo il rispetto della sua squadra, Joe li aiuta a ripristinare l'orgoglio e restituire il gioco del lacrosse alla sua gente.